# الأحزاب السياسية في روسيا عام 1917
الأحزاب السياسية في روسيا في عام 1917 مجموع الأحزاب والمنظمات السياسية الرئيسية التي تواجدت في روسيا عام 1917. مباشرة بعد ثورة فبراير، حدثت هزيمة الأحزاب الملكية اليمينية والجماعات السياسية، والصراعات بين الأحزاب الاشتراكية (الاشتراكيين الثوريين، والمناشفة، والبلاشفة) والليبراليين (الديمقراطيين الدستوريين) من ناحية، وبين الاشتراكيين المعتدلين (المناشفة، والاشتراكيين الثوريين اليمينيين، والاشتراكيين الثوريين الوسطيين)، والمتطرفين (البلاشفة، واليساريين الاشتراكيين الثوريين، والأناركيين).

## ملخص
أدت ثورة فبراير إلى تكثيف الحياة السياسية في روسيا بوضوح، فتشكلت العديد من الأحزاب والفصائل والجمعيات الحزبية، وبلغ عددها الإجمالي 50 بحلول نوفمبر 1917. ظهر عدد من الفصائل الصغيرة التي لم تلعب دورًا مهمًا في الأحداث: المنشفيك الدوليون (المنشفيك اليساريون)، والمتطرفون الثوريون الاشتراكيون، وحزب العمال الاشتراكي الروسي من الأمميين، والفصيل الاشتراكي الديمقراطي «الوحدة» برئاسة بليخانوف وآخرين. من بين التغييرات المهمة في نظام الحزب في عام 1917، حدث ما يلي:
الإقصاء النهائي للأحزاب الملكية اليمينية من الحياة السياسية، فبحلول خريف عام 1917، أصبح الحزب الدستوري الديمقراطي الليبرالي الحزب الأكثر «يمينية»، وانجذب نحو فكرة الملكية الدستورية على النموذج البريطاني.
أصبح انقسام حزب العمل الديمقراطي الاجتماعي الروسي إلى الفصائل المنشفية والبلشفية بحلول نوفمبر 1917 نهائيًا بسبب التناقضات الأيديولوجية الحادة.
أصبح الفصيل الاشتراكي الديمقراطي في «المقاطعات»، الذي أصر على التغلب على هذا الانقسام، جزءًا من البلاشفة في أغسطس 1917.
بحلول خريف عام 1917، كان هناك انقسام في الحزب الاشتراكي الثوري إلى اليسار والوسط واليمين.

## هزيمة الحركات الملكية اليمينية
تعرضت الأحزاب اليمينية للاضطهاد على الفور تقريبا بعد ثورة فبراير. بالفعل في 5 مارس 1917، حظرت اللجنة التنفيذية في بتروغراد السوفيتية نشر الصحف السوداء، ومن بينها روسكو زناميا ونوفي فريمي. في مارس أيضًا، شكلت الحكومة المؤقتة لجنة تحقيق استثنائية، ظهر أمامها، بالإضافة إلى كبار المسؤولين والجنرالات القيصريين، قادة الأحزاب اليمينية.
عانى كل من منظمة المئات السود الرئيسية، وحزب اتحاد الشعب الروسي، بالفعل من أزمة طويلة الأمد منذ عام 1907 وحتى عام 1910، وانقسمت إلى عدة أجزاء. بعد ثورة فبراير قلصت المنظمة نشاطها، وحلت أقسامها، ودمرت أرشيفها. اعتقل أحد قادة المنظمة، ألكسندر دوبروفين، خلال الثورة. ووفقا لبعض المصادر، هُزم المجلس الرئيسي للمنظمة في بتروغراد خلال الأحداث.
أوقفت منظمتا «الاتحاد الشعبي الروسي المسمى على اسم ميخائيل رئيس الملائكة» و«الجمعية الروسية» نشاطهما. أوقفت أقدم منظمة المئات السود، واتحاد الشعب الروسي، نشاطها في 1910-1911. حُظر الحزب الملكي الروسي، ووضع زعيمه كيلتسيف تحت الإقامة الجبرية لعدة أشهر.
غيرت منظمة الطبقة النبيلة «النبلاء المتحدون»، التي أعلنت في يناير 1917 عن «حرمة أسس الاستبداد والاستعداد لخدمتها بالإيمان والحقيقة»، بعد ثورة فبراير، خطابها بشكل حاد. أرسل المجلس الدائم للمنظمة برقيات إلى المجتمعات المحلية تدعو إلى «العمل الهادئ والحفاظ على النظام»، في 9 مارس 1917، وتبنى قرارًا: «على النبلاء توجيه جميع القوى لتعزيز الحكومة الشرعية الموحدة الآن». اتخِذت قرارات مماثلة في اجتماعات قادة ونواب نبلاء مقاطعة سامارا في 5 مارس، ومقاطعة موسكو في 13 مارس.
ومع ذلك، فإن النشاط السياسي الإضافي للمنظمات النبيلة بدأ بالفعل في إثارة رفض قوي للحكومة الجديدة. أثارت محاولات النبلاء التسلل إلى اللجان المختلفة في القرى العداء بينهم وبين الفلاحين المجتمعيين. في أغسطس 1917، تقدمت وزارة المالية بطلب إلى وزارة العدل لإنهاء أنشطة مؤسسات الطبقة النبيلة بسبب عدم القدرة على تمويلها. في سبتمبر، أعلنت وزارة العدل الإلغاء المزعوم لجميع العقارات عمومًا، والنبلاء خصوصًا، وطُلب من قادة النبلاء الإقليميين «تقديم الملفات إلى الأرشيف مقدمًا».
اعترف عدد من الدوقات الكبرى بالحكومة المؤقتة. في 9 و11 و12 مارس، وصلت برقيات من الدوقات الكبرى نيكولاي نيكولاييفيتش، وألكسندر ميخائيلوفيتش، وبوريس فلاديميروفيتش، وسيرجي ميخائيلوفيتش، وجورجي ميخائيلوفيتش، والأمير ألكساندر أولدنبورغ باسم رئيس الوزراء الأمير لفوف.
كان رد فعل الكنيسة الأرثوذكسية الروسية على الثورة معقدًا. حولت السنوات الأخيرة من وجود النظام الملكي أعلى التسلسلات الهرمية للكنيسة سلبًا نحو شخصية غريغوري راسبوتين. تحدث أسقف تورايد وسيمفيروبول ثيوفان ورئيس أساقفة سانت بطرسبرغ ولادوغا أنتوني سلبًا عن راسبوتين. تحدث شيارشيماندريت جافرييل (زيريانوف)، شيخ الصحراء السبع، عن راسبوتين مثل هذا: «اقتله مثل العنكبوت -ستُغفر أربعون من الخطايا».
تدخل راسبوتين، ابتداءً من عام 1912، بنشاط في أنشطة المجمع المقدس وفي عملية تعيين الأساقفة، على وجه الخصوص، عزل مؤيده السابق، الأسقف هيرموجينيس من ساراتوف وتساريتسينو (وفقًا لبعض المصادر، وصل الصراع إلى حد القتال)، وعلى العكس من ذلك، قرب مطران مكاريوس من موسكو ومطران بتروغراد ولادوغا بيتريم، رئيس أساقفة توبولسك وسيبيريا فارنافا. بعد استقالة كبير المدعين العامين في السينودوس فلاديمير سابلر في عام 1915، سرعان ما استقال المدعي العام الجديد، ألكسندر سامارين، بسبب صراع مع راسبوتين.
قبِض على مطران بيتريم، الذي اشتهر بأنه «راسبوتينيتس»، خلال ثورة فبراير وحُرم من الكرسي الأسقفي، ورُفض مطران ماكاريوس وفارنافا بموجب مرسوم السينودوس.
في 7 مارس 1917، أجريت تغييرات على نص قسم الدولة لأشخاص من الاعترافات المسيحية، واشتمل القسم على التزام «بخدمة الحكومة المؤقتة». في 9 مارس، أزيلت الإشارة إلى الملك من الصيغة التقليدية «للإيمان والملك والوطن».
في 9 آذار، أصدر السينودوس رسالة «إلى الأبناء المخلصين للكنيسة الروسية الأرثوذكسية حول الأحداث الجارية»، اعترفت فيها أيضًا بالحكومة المؤقتة. وصف الجنرال أنطون دينيكين في مذكراته هذه الرسالة بأنها «عقاب للانقلاب». عمومًا، وصلت الكنيسة إلى وجهة نظر مفادها أنه منذ تنازل نيكولاس الثاني عن العرش، واعترف الدوق الأكبر ميخائيل ألكسندروفيتش بالحكومة المؤقتة، وجب على الكنيسة أيضًا الاعتراف بها. في العاشر من مارس، أقسم رجال الدين من الكنيسة الأرثوذكسية الروسية قسم الولاء للحكومة المؤقتة، ثم شاركوا لاحقًا في قسم الولاء نفسه لصفوف الجيش والبحرية.
في 11 مارس 1917، أنشأ رجال الدين في الكنيسة الأرثوذكسية الروسية شكلًا من أشكال القسم لأعضاء الحكومة المؤقتة، الذين أدوا اليمين في 15 مارس. تضمنت صيغة الوعد الرسمي القسم «أمام الله تعالى وضميري لأخدم شعب الدولة الروسية بالإيمان والعدل... بكل الإجراءات المقدمة لي لقمع أي محاولات مباشرة أو غير مباشرة تهدف إلى إعادة النظام القديم... لاتخاذ جميع التدابير لانعقاد الجمعية التأسيسية في أقرب وقت ممكن، لنقل السلطة الكاملة بين يديها».
ومع ذلك، من ناحية أخرى، فإن مثل هذا «أداء اليمين» أربك جزءًا من المجموعات وجزءًا معينًا من رجال الدين، الذين نظروا إلى الوضع في البلاد على أنه «فترة خلو العرش». يستشهد الباحث ميخائيل بابكين، برسالة إلى المجمع المقدس لمجموعة من الأشخاص الذين وقعوا أنهم «مسيحيون أرثوذكس»، وطلبوا منهم أن يشرحوا لهم «ما عليهم فعله بالقسم القديم وما الذي سيضطرون إلى القيام به؟ فأي قسم ينبغي أن يكون أعز إلى الله، الأول، الثاني؟». عمومًا، فإن موقف الكنيسة سحب البساط من تحت أقدام الحركات الملكية، وحرمها من الدعم الأيديولوجي.
في 27 أبريل 1917، حلّت الحكومة المؤقتة الهيكل القديم للسينودوس، سعيًا لتطهيره من «الراسبوتين». بقي فقط رئيس أساقفة فنلندا سيرجي وفيبورغ من الموظفين القدامى. رأت الكنيسة في سقوط النظام الملكي سببًا للانتقال من النظام المجمعي إلى النظام الأبوي.